# Beli Iskar
Beli Iskar (Bulgaars: Бели Искър) is een dorp in het westen van Bulgarije. Het dorp is gelegen in de gemeente Samokov in de oblast Sofia. De afstand tot Sofia is hemelsbreed 49 km. 

## Bevolking
Het dorp telde in december 2019 533 inwoners, een daling vergeleken met het maximum van 1457 in 1956.
|  |

Van de 639 inwoners reageerden er 626 op de optionele volkstelling van 2011. Van deze 626 respondenten identificeerden 620 personen zichzelf als etnische Bulgaren (99%). 6 respondenten (1%) gaven geen etniciteit op.
| Etniciteit   | Aantal | %   |
| ------------ | ------ | --- |
| Bulgaren     | 620    | 99% |
| Turken       | ...    | ... |
| Roma         | ...    | ... |
| Overig       | 6      | 1%  |
| Respondenten | 626    |     |

## Afbeeldingen

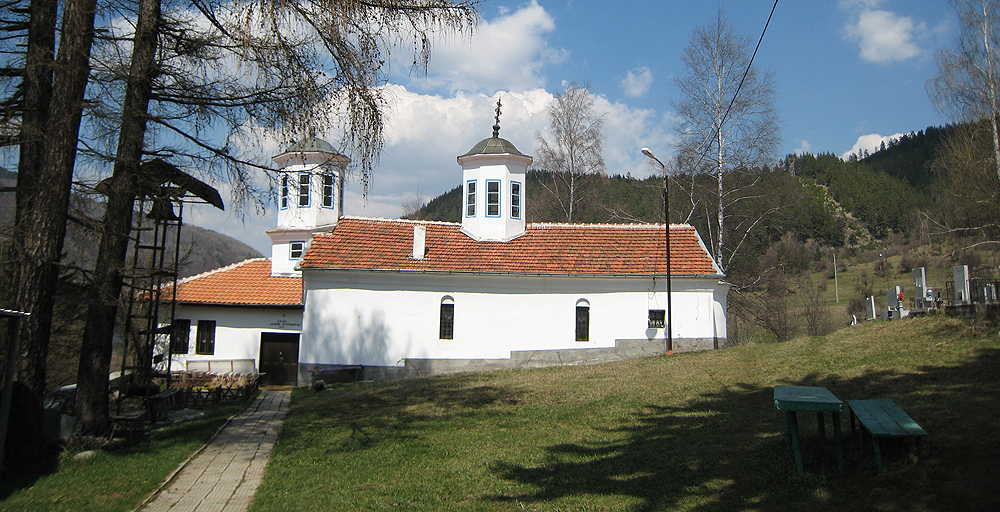
De Moeder Godskerk
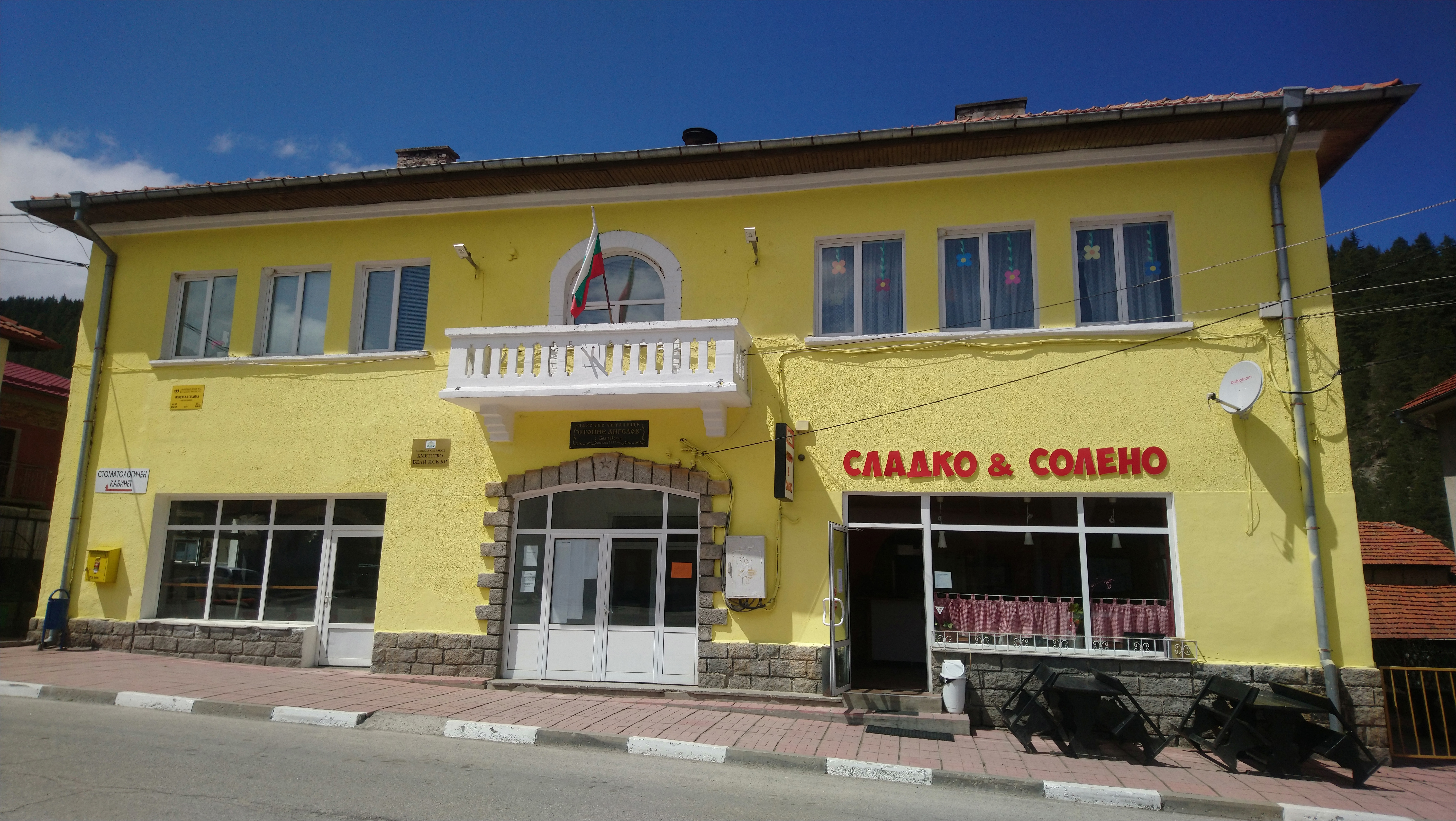
Het stadshuis

Alino · Beltsjin · Beltsjinski Bani · Beli Iskar · Dolni Okol · Dospej · Dragoesjinovo · Goetsal · Gorni Okol · Govedartsi · Jarebkovitsa · Jarlovo · Klisoera · Kovatsjevtsi · Lisets · Madzjare · Mala Tsarkva · Maritsa · Novo Selo · Popovjane · Prodanovtsi · Radoeil · Rajovo · Relovo · Sjipotsjane · Sjiroki Dol · Samokov · Zlokoetsjene